# ФК Искра Бугојно
НК Искра Бугојно је фудбалски клуб из Бугојна у Босни и Херцеговини који се такмичи у Другој лиги ФБИХ - Запад.
Клуб је основан 1946. године. Утакмице игра на стадиону Јакић који има капацитет 12.000 гледалаца.
Некад је био много успешнији и играо у Другој лиги СФРЈ, а једну сезону 1984/85 и у Првој лиги СФРЈ. Један од највећих успеха је освајање Митропа купа (Средњоевропски куп) и играње у полуфиналу Купа СФРЈ када је у Загребу на пенале изгубио од Динама.

## Успеси клуба
- Митропа куп

Победник (1): 1985

## НК Искра Бугојно у европским такмичењима
| Сезона | Такмичење   | Коло  | Држава   | Клуб             | Резултат  |
| ------ | ----------- | ----- | -------- | ---------------- | --------- |
| 1985   | Митропа куп | Група | Италија  | Аталанта Бергамо | 2-0, 0-1, |
|        |             | Група | Чешка    | Баник, Острава   | 1-0, 1-1, |
|        |             | Група | Мађарска | Бекешчаба        | 1-1, 4-0, |